# SOR TNB 12
SOR TNB 12 je model nízkopodlažního trolejbusu vyráběného českou firmou SOR Libchavy na bázi autobusu NB 12. První prototyp byl postaven v roce 2009 jako klasický trolejbus ve spolupráci s firmou Cegelec coby dodavatelem elektrické výzbroje. V letech 2016 až 2017 vznikly tři parciální trolejbusy s výzbrojí od firmy Rail Electronics CZ.
Karoserii trolejbusů TNB 12 využívala také Škoda Electric pro výrobu trolejbusů Škoda 30Tr.

## Konstrukce
Po mechanické stránce vychází trolejbus TNB 12 z městského autobusu SOR NB 12, respektive jeho varianty poháněné zemním plynem se zesílenou střechou, která je označena jako NBG 12. Karoserie je ocelová samonosná, na ocelový svařovaný skelet jsou nalepeny plastové profily bočního opláštění. Dvounápravový vůz má čtvery dvoukřídlé dveře (nabízena, avšak nerealizována, byla i varianta se třemi dveřmi), u třetích se nachází výklopná plošina pro cestující na invalidním vozíku. Vozidlo je zcela nízkopodlažní s podlahou ve výši 360 mm nad vozovkou, přičemž ve vstupech je tato hodnota snížena na 320 mm. Interiér trolejbusu se od autobusu odlišuje přidáním dvojice sedaček v zadní části vozu na místo, kde má autobus chladič, a sníženou podestou se sedadly mezi druhými a třetími dveřmi, kde by se nacházela palivová nádrž autobusu. Přední náprava SOR má nezávislé zavěšení kol, tuhá zadní náprava (u prototypu Voith, u parciálních trolejbusů ZF) je hnací.
Klasický trolejbus TNB 12 je vybaven střídavou elektrickou výzbrojí TV Europulse firmy Cegelec, která je shodná s výzbrojí částečně nízkopodlažního typu TN 12 C. Asynchronní trakční motor od firmy Pragoimex má výkon 175 kW a je uložen ve schráně za zadní nápravou. Zde se nachází i další komponenty elektrické výzbroje (statický měnič, stykače, pojistky, aj.), některé části (kontejner s trakčním měničem a brzdovými odporníky) se nachází na střeše vozu pod plastovou schránou.
Elektrická výzbroj parciálního trolejbusu pochází od firmy Rail Electronics CZ, jejímž spoluvlastníkem je společnost SOR. Zadní nápravu pohání elektromotor od firmy Pragoimex. Na střeše se nacházejí baterie KOKAM (celkem 228 článků), které pojmou energii o velikosti 56,4 kWh. Dojezd vozidla na baterie činí 10–15 km. Dobíjení baterií je zajišťováno nejen z trolejového vedení, ale i z energie získané rekuperací. Životnost baterií je udávána na 3000 nabíjecích cyklů. Prototyp parciálního trolejbusu byl také vybaven poloautomatickými sběrači.

## Výroba a provoz

### Klasický trolejbus

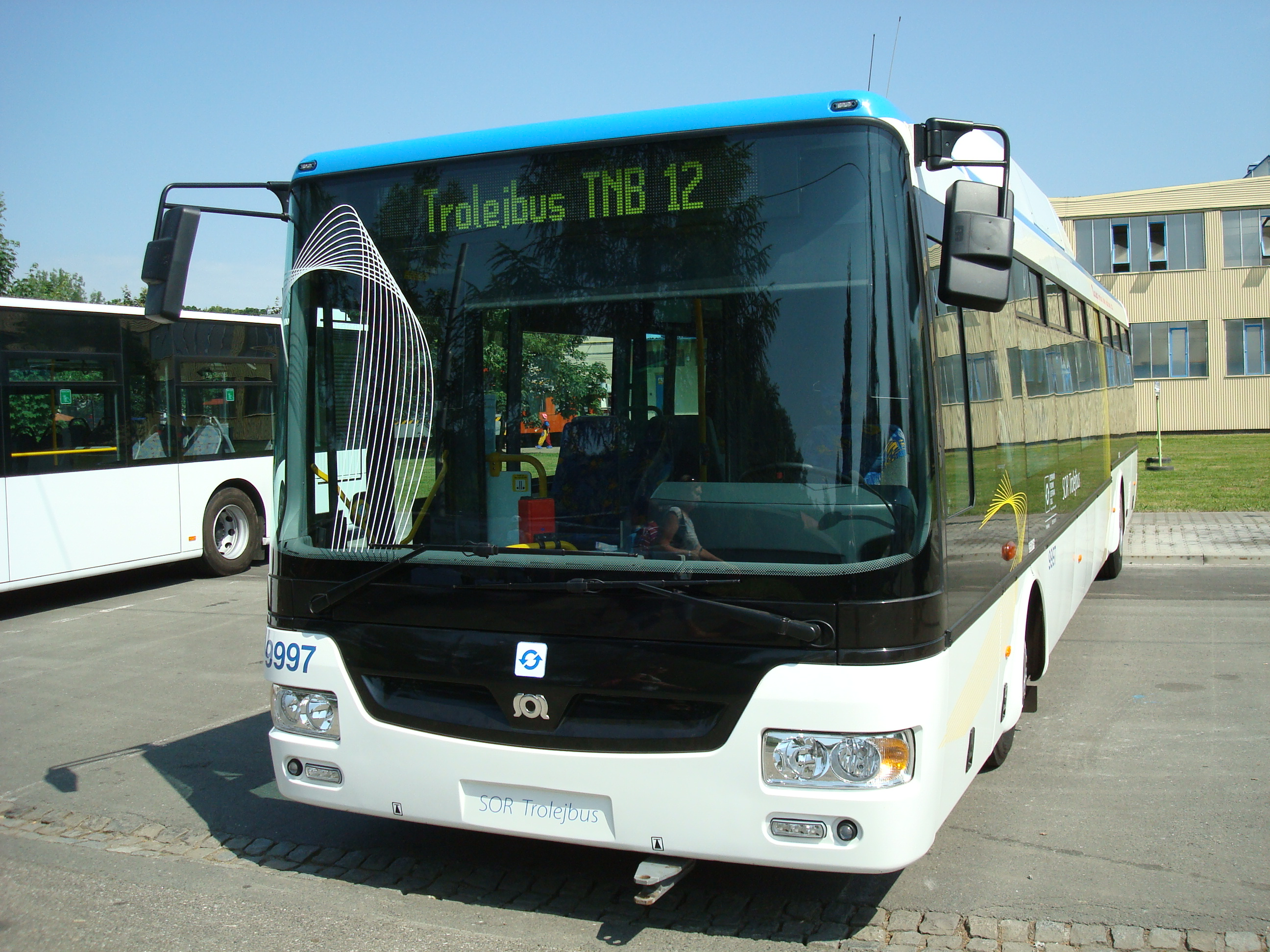
Prototyp trolejbusu SOR 12 TNB z roku 2009

Čtyřdveřová karoserie prototypu trolejbusu TNB 12, včetně částečně zkompletovaného interiéru, byla vyrobena v závodě SORu v Libchavách a v červenci 2009 byla přetažena do ostravské trolejbusové vozovny, kde Dopravní podnik Ostrava (DPO) montoval trolejbusy Solaris Trollino. Po dokončení se vůz, který nebyl původně určen pro žádného konkrétního zákazníka a měl sloužit pro zkoušky a prezentace, vydal počátkem ledna 2010 poprvé do ostravských ulic, kde od 27. ledna podstupoval na tamní trolejbusové síti zkušební jízdy bez cestujících. Do stavu DPO byl jako majetek Cegelecu zařazen 4. února 2010 s evidenčním číslem 9997. Mezitím zkušebně jezdil bez cestujících i v Banské Bystrici (29. března – 1. dubna) pod napětím 750 V. Do zkušebního provozu s cestujícími byl v Ostravě poprvé vypraven 26. dubna 2010. O měsíc později byl trolejbus, společně s prototypem kloubového vozu SOR TNB 18, nabídnut za celkovou cenu 9,920 miliónů Kč Dopravnímu podniku Ostrava, který tuto nabídku na konci června téhož roku akceptoval. Na začátku června 2010 byl vystaven na veletrhu Autotec v Brně. Po návratu do Ostravy trolejbus TNB 12 nadále jezdil ve zkušebním provozu, ke schválení typu Drážním úřadem došlo 22. prosince 2010. Poté již byl vypravován do běžného ostravského provozu, i když nadále se zkušebním číslem 9997. Od února 2011 je označen definitivním číslem 3912.
Ačkoliv se trolejbus TNB 12 s výzbrojí TV Europulse nacházel v nabídce SORu Libchavy, žádný další již nebyl vyroben.

### Parciální trolejbusy

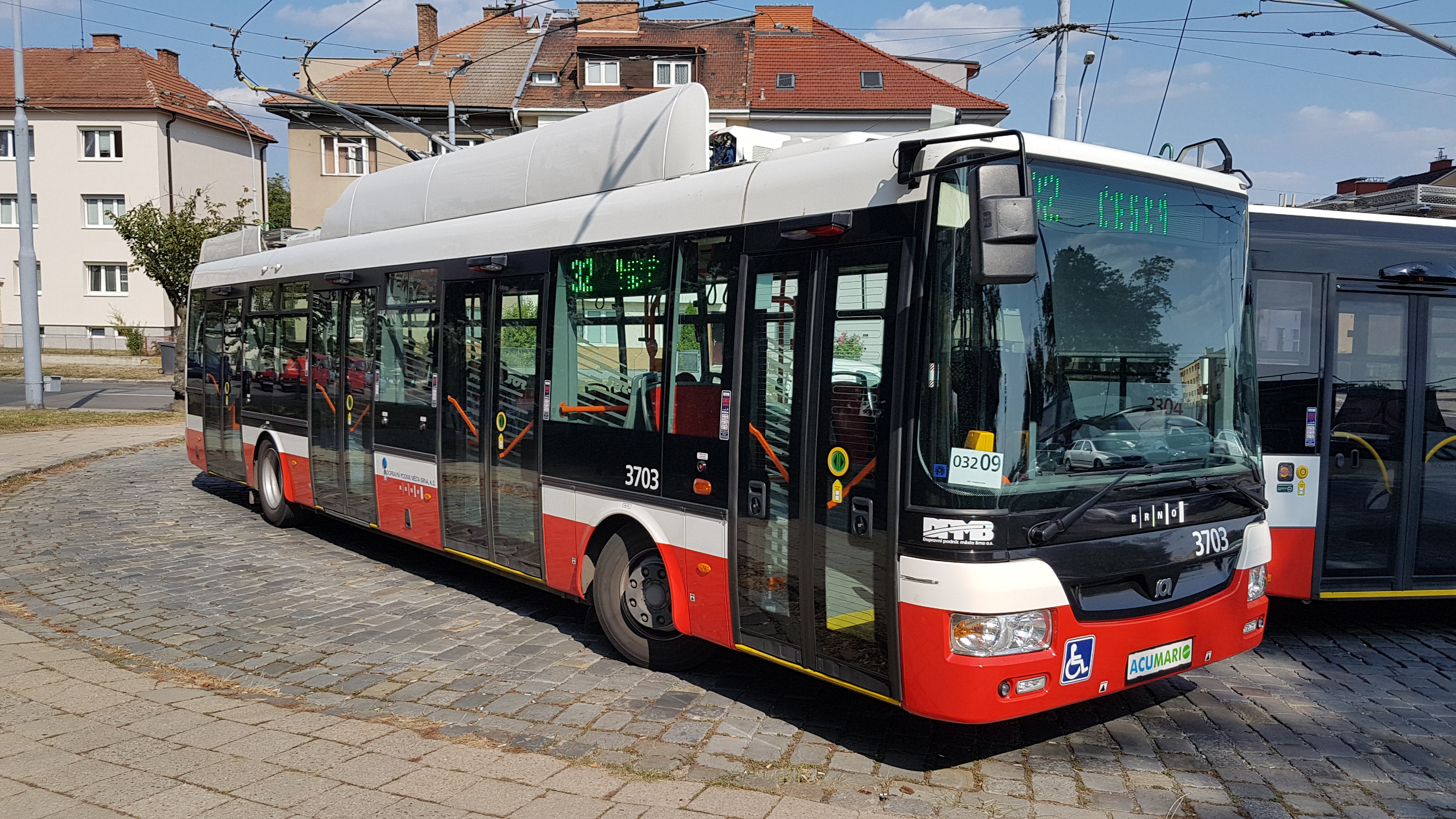
SOR TNB 12 v Brně

V roce 2016 byl vyroben ve spolupráci s Dopravním podnikem města Brna (DPMB) prototyp parciálního trolejbusu TNB 12, který neoficiálně obdržel přezdívku AcuMario. Vůz byl zkompletován v Brně ve vozovně Komín a byl unifikován s brněnskými autobusy NBG 12 a kloubovými trolejbusy Škoda 31Tr. Oficiálně byl veřejnosti představen v listopadu 2016 na pražském veletrhu Czechbus. Vůz byl v majetku společnosti SOR a v Brně měl vykonat typové zkoušky pro homologaci vozidla. DPMB jej označil dočasným evidenčním číslem 3703. Do zkušebního provozu s cestujícími poprvé vyjel 19. května 2017.
Na podzim 2017 výrobce vůz zapůjčil Dopravnímu podniku hl. m. Prahy, který jej od října toho roku zkoušel na nově postavené trati v Prosecké ulici. Trolejbus získal číslo 9505, které navazuje na číselnou řadu původních pražských trolejbusů, z nichž poslední nesl číslo 9504. V květnu 2018 byl zkušební provoz vozu TNB 12 v Praze ukončen (nahradil jej vůz Škoda 30Tr č. 9506) a trolejbus se vrátil zpět do Brna, kde byl od června 2018 opět v provozu. V lednu 2019 získal vůz schválení od Drážního úřadu. V květnu 2019 byl odstaven a v červnu opustil Brno z důvodu prodeje do Banské Bystrice. S tímto prodejem souvisela rovněž úprava na napětí 750 V.
Dva parciální trolejbusy TNB 12 zkompletoval v roce 2017 také Dopravný podnik mesta Banská Bystrica. Vzhledem k různým problémům ale zůstaly odstaveny a do zkušebního provozu s cestujícími byly v Banské Bystrici zařazeny až v červenci 2018. Ke schválení typu došlo na základě absolvovaných zkoušek v říjnu 2018.

### Dodávky trolejbusů
| Současný stát | Město           | Článek | Roky dodávek | Počet vozů | Evidenční čísla při dodání | Poznámky                                        | Zdroj  |
| ------------- | --------------- | ------ | ------------ | ---------- | -------------------------- | ----------------------------------------------- | ------ |
| Česko         | Ostrava         | článek | 2011         | 1          | 3912                       | prototyp, 2010–2011 zapůjčen výrobcem (č. 9997) | [ 20 ] |
| Slovensko     | Banská Bystrica | článek | 2017–2019    | 3          | 3201–3203                  | 3203 – prototyp, všechny s trakční baterií      | [ 21 ] |